# Basaburúa Mayor
Basaburúa ou Basaburúa Mayor (em castelhano) ou Basaburua (em basco) é um município da Espanha
na província e Comunidade Foral (autónoma) de Navarra. Tem 83,08 km² de área e em 2021 tinha 838 habitantes (densidade: 10,1 hab./km²).

## Demografia
| Variação demográfica do município entre 1991 e 2004 | Variação demográfica do município entre 1991 e 2004 | Variação demográfica do município entre 1991 e 2004 | Variação demográfica do município entre 1991 e 2004 |
| --------------------------------------------------- | --------------------------------------------------- | --------------------------------------------------- | --------------------------------------------------- |
| 1991                                                | 1996                                                | 2001                                                | 2004                                                |
| 733                                                 | 682                                                 | 674                                                 | 683                                                 |